# Витстонов мост
Витстонов мост је мерни инструмент који је измислио Самјуел Хантер Кристи 1833, а побољшао и популарисао Чарлс Витстон 1843. Користи се за мерење електричне отпорности изједначавањем две гране моста, где се непозната отпорност налази у једној грани моста.
У колу са слике, {\displaystyle R_{x}} је непозната отпорност која се мери; {\displaystyle R_{1}}, {\displaystyle R_{2}} и {\displaystyle R_{3}} су отпорници познате отпорности, а отпорник  {\displaystyle R_{2}} је променљив. Ако је однос две отпорности у познатој грани {\displaystyle (R_{2}/R_{1})} једнак односу две отпорности у непознатој грани {\displaystyle (R_{x}/R_{3})}, онда је напон између два чвора једнак нули и електрична струја неће протицати између чворова. {\displaystyle R_{2}} се мења све док се не постигне овај услов. Смер струје показује да ли је {\displaystyle R_{2}} превелико или премало.
Детектовање равнотеже се може урадили са изузетно великом тачношћу (обичним галванометром за једносмерне струје или вибрационим галванометром за наизменичне струје. Затим, ако су {\displaystyle R_{1}}, {\displaystyle R_{2}} и {\displaystyle R_{3}} познати са великом прецизношћу, онда се и {\displaystyle R_{x}} може мерити са великом прецизношћу. Врло мале промене у {\displaystyle R_{x}} кваре равнотежу и јасно се откривају.
Ако је мост уравнотежен, што значи да је струја кроз галванометар {\displaystyle R_{g}}једнака нули, еквивалента отпорност кола између извора напона је:
{\displaystyle R_{1}+R_{2}} су паралелно везане са {\displaystyle R_{3}+R_{4}}
{\displaystyle R_{E}={{(R_{1}+R_{2})\cdot (R_{3}+R_{x})} \over {R_{1}+R_{2}+R_{3}+R_{x}}}}
Алтернативно, ако су {\displaystyle R_{1}}, {\displaystyle R_{2}} и {\displaystyle R_{3}} познати, али {\displaystyle R_{2}} није променљиво, напон или струја које протичу кроз инструмент се могу користити да се израчуна вредност {\displaystyle R_{x}} користећи Кирхофова правила. Овакво подешавање се често користи за мерења напрезања или температуре путем отпорности, пошто је обично бржа очитати вредност напона на инструменту, него подешавати отпорност до нулте вредности напона.
Прво се Првим Кирхофовим правилом да се израчунају струје у чворовима B и C:
{\displaystyle -I_{3}\ +I_{x}\ +I_{g}\ =\ 0}
{\displaystyle I_{1}\ -I_{g}\ -I_{2}\ =\ 0}
Затим се преко Другог Кирхофовог правила нађе напон у колима DBC и BAC:
{\displaystyle I_{3}\cdot R_{3}+I_{g}\cdot R_{g}-I_{2}\cdot R_{2}=0}
{\displaystyle I_{x}\cdot R_{x}-I_{1}\cdot R_{1}-I_{g}\cdot R_{g}=0}
Мост је уравнотежен и {\displaystyle I_{g}=0}, тако да следи:
{\displaystyle I_{3}\cdot R_{3}=I_{2}\cdot R_{2}}
{\displaystyle I_{x}\cdot R_{x}=I_{1}\cdot R_{1}}
Ако се онда једнакости поделе и преуреде, добијамо:
{\displaystyle R_{x}={{R_{1}\cdot I_{1}\cdot I_{3}\cdot R_{3}} \over {R_{2}\cdot I_{2}\cdot I_{x}}}}
Из Првог Кирхофовог правила видимо да је {\displaystyle I_{3}=I_{x}} и {\displaystyle I_{1}=I_{2}}. Вредност {\displaystyle R_{x}} се сада добија из:
{\displaystyle R_{x}={{R_{1}\cdot R_{3}} \over {R_{2}}}}

Витстонов мост илуструје концепт различитих мерења, које може бити изузетно тачно. Варијације Витстоновог моста се могу користити за мерење капацитивности, индуктивности, импедансе и других величина. Томсонов мост је специјално прилагођен за мерење врло малих отпорности. Њега је измислио Вилијам Томсон (лорд Келвин).
Концепт је проширен на мерења наизменичних струја од стране Џејмса Максвела 1865. и даље је унапређен од стране Алана Бламлајна око 1926.